# Lasionycta calberlai
Lasionycta calberlai es una especie de mariposa nocturna de la familia Noctuidae. Se encuentra en Francia, Suiza, Italia y Eslovenia.
La envergadura es de 21-25 mm. Las larvas se alimentan de Clematis vitalba.